# La Palma, Acuitzio
La Palma är en ort i Mexiko.   Den ligger i kommunen Acuitzio och delstaten Michoacán de Ocampo, i den södra delen av landet, 230 km väster om huvudstaden Mexico City. La Palma ligger 2 053 meter över havet och antalet invånare är 288.
Terrängen runt La Palma är huvudsakligen kuperad. La Palma ligger nere i en dal. Runt La Palma är det tätbefolkat, med 427 invånare per kvadratkilometer. Närmaste större samhälle är Acuitzio del Canje, 2,0 km sydväst om La Palma. I omgivningarna runt La Palma växer huvudsakligen savannskog.